# Lara Nabhan
 (janvier 2024).
Pour les articles homonymes, voir Nabhan.
Lara Nabhan, née le 17 juillet 1989 à Zahlé, est une journaliste libanaise, qui travaille pour la chaîne Al-Arabiya, considérée comme l'une des plus belles journalistes arabes,.

## Biographie
Né à Zahlé le 17 juillet 1989, dans une famille musulmane appartenant à la communauté chiite, elle a fait ses études à l'Université Antonine.
Depuis 2012, elle travaille sur la chaîne Al-Arabiya, depuis Dubaï aux Émirats arabes unis, où elle vit également.